# Naches
Naches és una població dels Estats Units a l'estat de Washington. Segons el cens del 2000 tenia 643 habitants.

## Demografia
Segons el cens del 2000, Naches tenia 643 habitants, 258 habitatges, i 175 famílies. La densitat de població era de 620,7 habitants per km².
Dels 258 habitatges en un 32,6% hi vivien nens de menys de 18 anys, en un 53,5% hi vivien parelles casades, en un 12,4% dones solteres, i en un 31,8% no eren unitats familiars. En el 26,7% dels habitatges hi vivien persones soles l'11,2% de les quals corresponia a persones de 65 anys o més que vivien soles. El nombre mitjà de persones vivint en cada habitatge era de 2,49 i el nombre mitjà de persones que vivien en cada família era de 3,04.
Per edats la població es repartia de la següent manera: un 26,6% tenia menys de 18 anys, un 10% entre 18 i 24, un 30,5% entre 25 i 44, un 20,8% de 45 a 60 i un 12,1% 65 anys o més.
L'edat mediana era de 34 anys. Per cada 100 dones de 18 o més anys hi havia 86,6 homes.
La renda mediana per habitatge era de 42.083 $ i la renda mediana per família de 47.679 $. Els homes tenien una renda mediana de 28.750 $ mentre que les dones 22.961 $. La renda per capita de la població era de 15.084 $. Aproximadament el 10,7% de les famílies i l'11% de la població estaven per davall del llindar de pobresa.

## Poblacions més properes
El següent diagrama mostra les poblacions més properes.